# Pidżama Porno
Pidżama Porno ist eine polnische Punkband.

## Hintergrund
Sie wurde im Jahre 1987 in Posen durch den Sänger Krzysztof Grabowski gegründet und spielte in wechselnder Besetzung bisher zehn CDs ein. Ihre Songs beinhalten außer expliziten Äußerungen zur politischen und gesellschaftlichen Lage mitunter auch eher lyrische Aspekte.

## Diskografie
- 1989: Ulice jak stygmaty
- 1990: Futurista
- 1994: Zamiast burzy
- 1997: Złodzieje zapalniczek
- 1998: Styropian
- 1999: Ulice jak stygmaty - Absolutne rarytasy
- 2001: Marchef w butonierce
- 2002: Koncertówka part 1
- 2003: Koncertówka 2. Drugi szczyt
- 2004: Bułgarskie Centrum
- 2007: Złodzieje zapalniczek – reedycja
- 2019: Sprzedawca Jutra
- 2023: PP
- 2024: Styropian
- 2025: Futurista